# Dálková turistická trasa

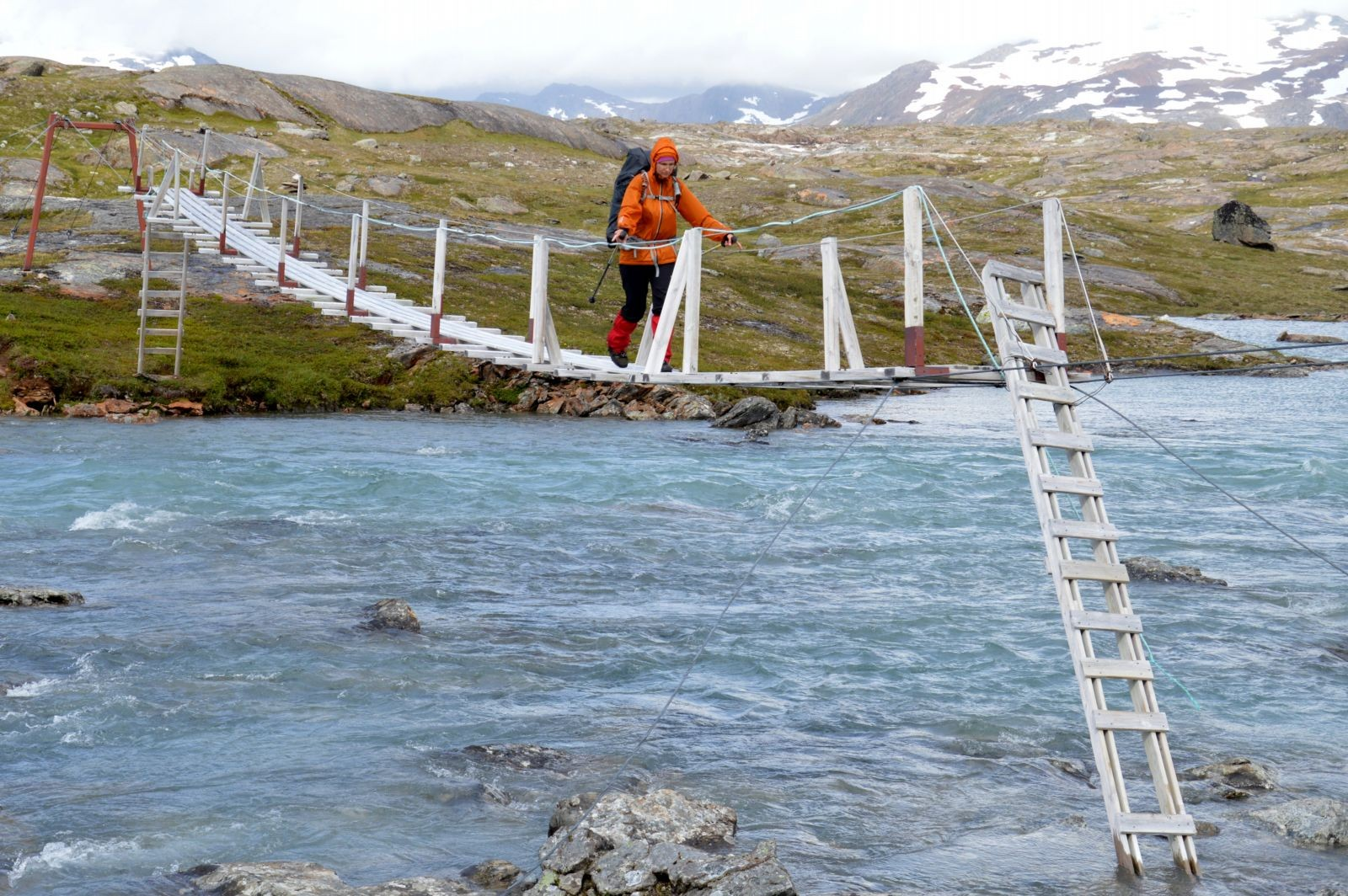
Na Nordkalottleden jsou časté jednoduché visuté mostky

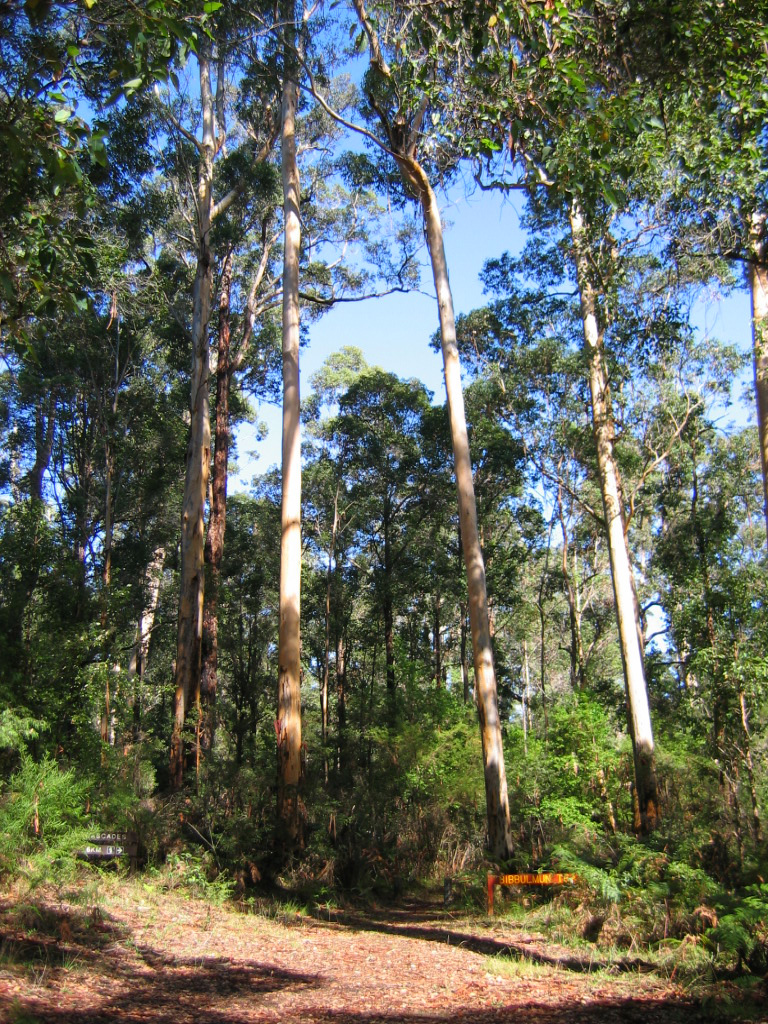
Les blahovičníků podél dálkové trasy Bibbulmun Track jižně od Pembertonu v západní Austrálii

Dálková turistická trasa nebo dálková turistická stezka či dálková stezka je dlouhá turistická trasa vedoucí převážně mimo osídlené oblasti a sloužící pro pěší turistiku, turistiku s batohem, cykloturistiku, jízdu na koni nebo běžecké lyžování. Dálkové trasy se vyskytují na všech kontinentech kromě Antarktidy.
Mnohé stezky jsou vyznačeny na mapách. Dálková trasa je obvykle dlouhá alespoň 50 km, mnohé trasy měří i několik set kilometrů nebo i více.
Mnoho tras je značených a mohou vést přes veřejné nebo soukromé pozemky a/nebo po existujících cestách. Obecně platí, že povrch není nijak speciálně upraven a terén může být místy nerovný a hrbolatý, s výjimkou míst jako jsou frekventované pěší trasy, kde byla položena kamenná dlažba či dlaždice, aby se zabránilo erozi, nebo přeměněné železniční tratě. Na některých místech mají oficiální stezky povrch speciálně upravený, aby se po nich lépe chodilo.

## Historie
Vzdálená města a regiony v historii spojovaly dálkové stezky. V některých zemích, kde se i dnes většina lidí pohybuje pěšky nebo se spřežením zvířat, jsou tyto stezky stále používány. Takové cesty vedly po "logických" trasách, které lze aproximovat cestami s nejmenšími náklady. 

## Turistické trasy

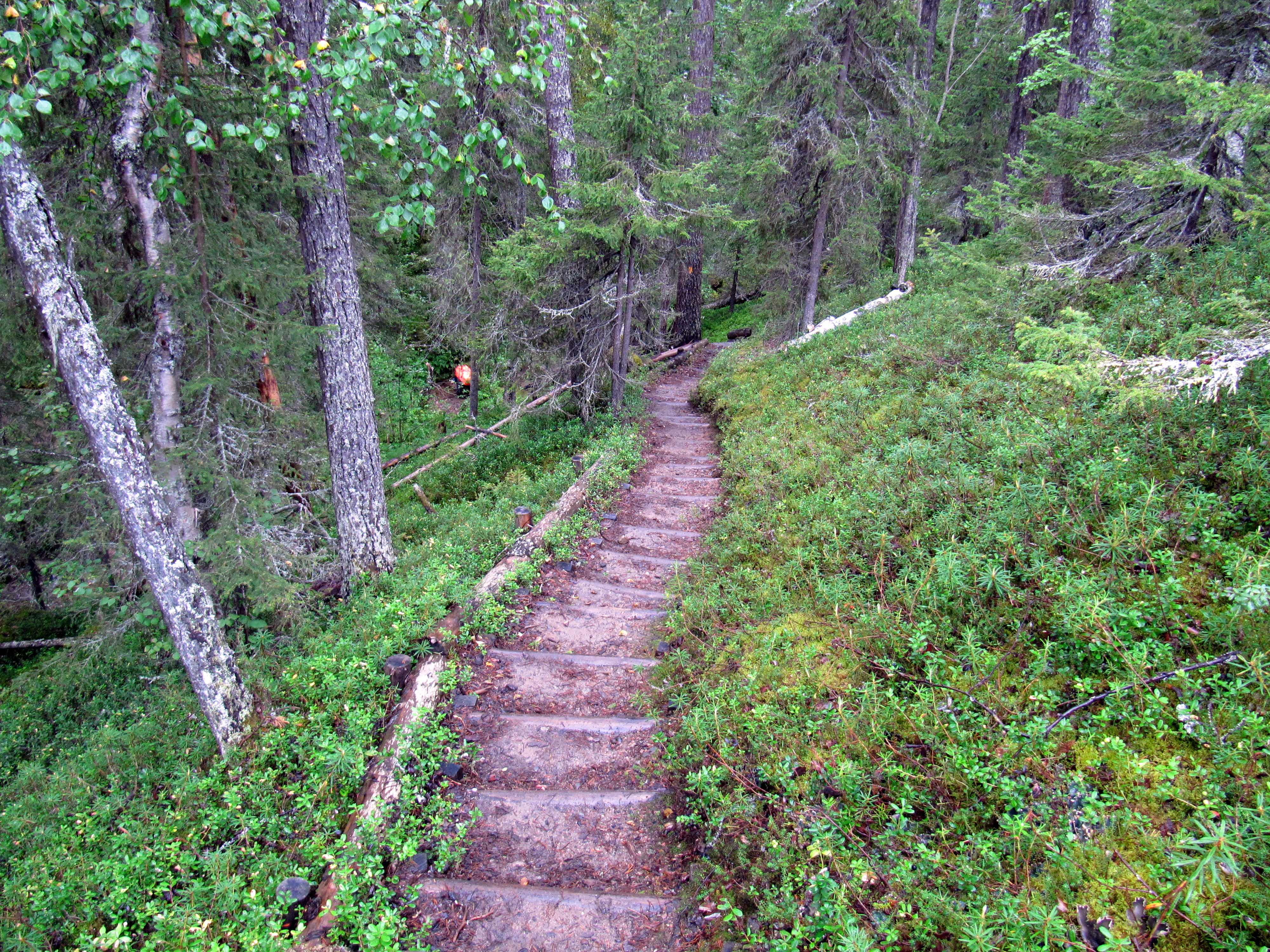
Karhunkierros ("Medvědí kolo"), 80 km dlouhá turistická stezka přes národní park Oulanka v Kuusamo ve Finsku

### Evropa
Stezky GR jsou dálkové pěší trasy v Itálii, Francii, Belgii, Nizozemsku, Španělsku a Portugalsku (Alta Via (italsky), Grande Randonnée (francouzsky), Grote Routepaden nebo Lange-afstand-wandelpaden (nizozemsky), Grande Rota (portugalsky) nebo Gran Recorrido (španělsky)).

#### Spojené království
National Trails je síť oficiálně schválených stezek ve Spojeném království, které jsou dobře udržované a dobře značené napříč Anglií a Walesem. Příklady jsou Pennine Way a South West Coast Path. Stejné trasy ve Skotsku jsou označovány jako Scotland's Great Trails; zahrnují např. West Highland Way a Speyside Way.

#### Irsko
Kerry Way na jihozápadě Irska je nejdelší z irských značených tras a vede kolem nejvyššího pohoří Irska. Spolu s přilehlou Dingle Way je známá svými malebnými výhledy na Atlantik, jezera a hory.

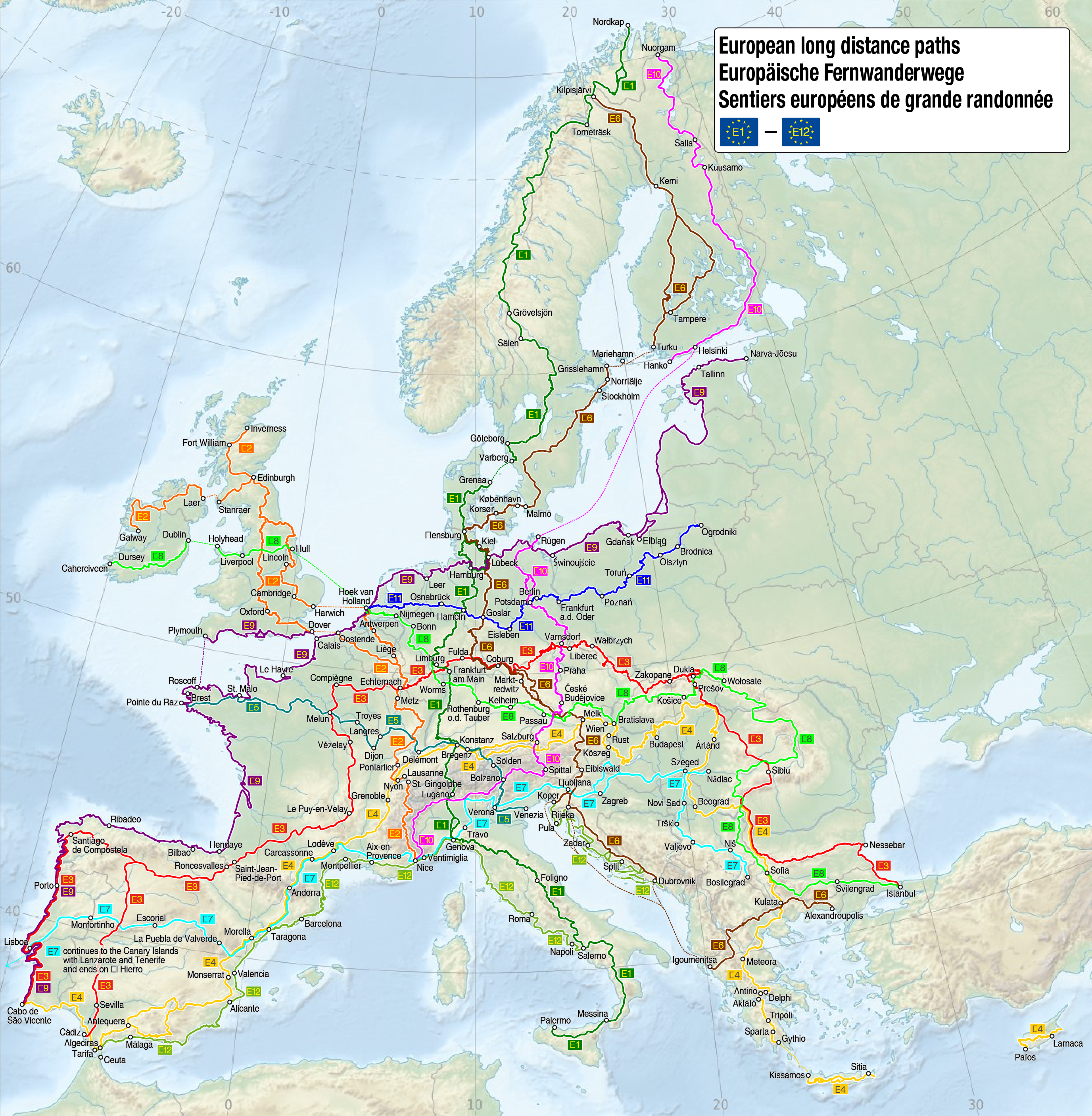
Mapa evropských dálkových cest

## Pobřežní stezky

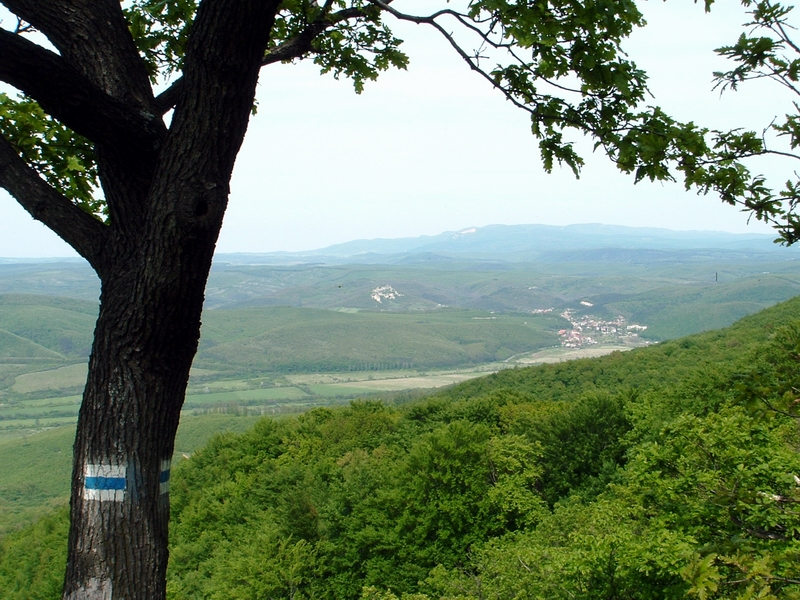
Pohled z maďarské národní modré stezky, začleněné do Evropské dálkové pěší trasy E4

Pobřežní stezky vedou podél pobřeží; příklady jsou Bretaňská pobřežní stezka (GR 34) ve Francii,  California Coastal Trail v USA,  South West Coast Path v Anglii, East Coast Trail v Kanadě a Otter Trail v Jižní Africe.
Anglická pobřežní stezka, kterou připravuje organizace Natural England, bude dlouhá přibližně 4 350 kilometrů. Očekávalo se, že bude otevřena v roce 2020 jako nejdelší pobřežní pěší trasa na světě a nejdelší britská národní stezka.

## Stezky od pobřeží k pobřeží
Stezky od pobřeží k pobřeží mohou být běžecké, mohou vést po silnicích nebo jiných cestách a často se kříží s mnoha dalšími stezkami. Příkladem je Wainwrightova stezka Coast-to-Coast v severní Anglii nebo GR 10 ve Francii. Anglická trasa Coast to Coast, přestože patří mezi nejznámější dálkové pěší trasy v Anglii, není oficiální národní stezkou, ale pouze řadou propojených již existujících cest, silnic a volné krajiny s některými neformálními propojeními mezi nimi. V severní Anglii existuje také trasa od pobřeží k pobřeží pro horská kola, která má stejné trasy jako stezka pro pěší. GR 10 je francouzská stezka GR, která vede přes Pyreneje, zhruba paralelně s francouzsko-španělskou hranicí na francouzské straně. Vede ze západu na východ, od Hendaye v Biskajském zálivu do Banyuls-sur-Mer ve Středozemním moři.
American Discovery Trail je pěší a cyklistická stezka, která protíná kontinentální Spojené státy od východu na západ, napříč střední částí USA v délce 10 900 km. Na většině této stezky je možné jezdit také na koních. Východní konec je poloostrov Delmarva v Atlantském oceánu a západní konec je Point Reyes, na severním pobřeží Kalifornie u Tichého oceánu.  Iditarod Trail spojuje pobřežní města Seward a Nome na Aljašce: vzdálenost je přibližně 1 600 km.

## Trasy napříč kontinenty
Evropské dálkové trasy vedou napříč Evropou a procházejí mnoha různými zeměmi. Mezi nejdelší patří evropská dálková trasa E8 a Stezka železné opony (známá také jako EuroVelo 13). Tou druhou je částečně kompletní dálková cyklotrasa, která povede po celé délce bývalé železné opony. V období studené války (cca 1947–1990) vytyčovala železná opona hranici mezi komunistickým Východem a kapitalistickým Západem.
- 10 000 km dlouhá Evropská dálková trasa E4 z Tarify ve španělské Andalusii na Krétu a Kypr - dosud není zcela vyznačena.
- 4 700 km dlouhá Evropská dálková trasa E8 z Corku v Irsku k tureckým hranicím Bulharska (nedokončená).

## Další trasy
Některé z nejdelších pěších tras na světě
- 4 873 kilometrů  Stezka kontinentálního rozvodí– Spojené státy americké
- 4 270 kilometrů Caminho da Mata Atlântica – Brazílie
- 4 265 kilometrů Pacifická hřebenovka – Spojené státy americké
- 3 520 kilometrů Appalačská stezka – Spojené státy americké
- 3 000 km Te Araroa – Nový Zéland
- 1 250 km Skåneleden – Švédsko
- 1 200 km Trilha Transmantiqueira – Brazílie
- 1128 km Národní modrá stezka – Maďarsko
- 1 100 km TransPanama Trail – Panama [16]
- 1 000 km Izraelská národní stezka – Izrael

## Horské trasy

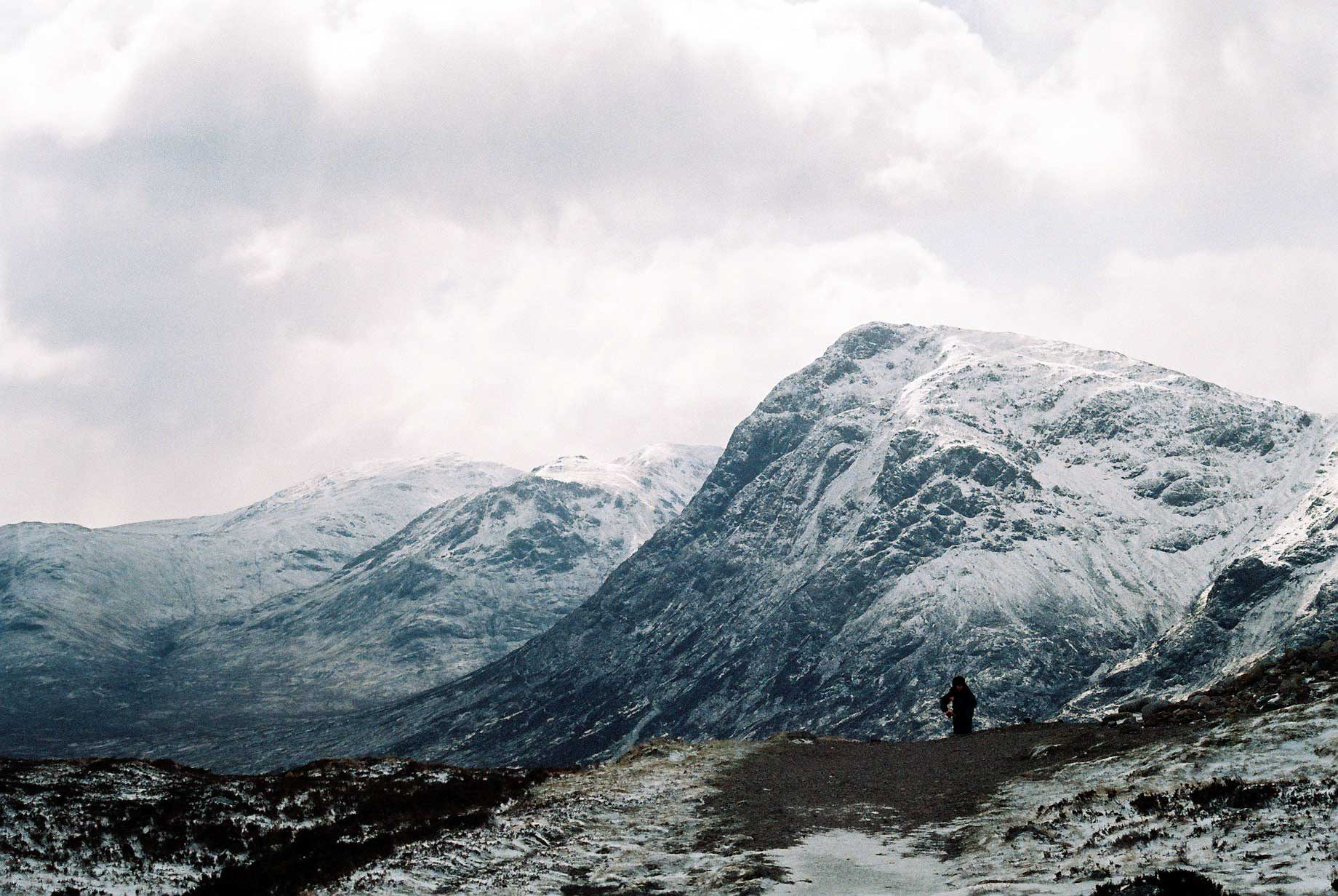
The Devil's Staircase (Ďáblovo schodiště), West Highland Way, Skotsko

Dálkové horské trasy jsou dvojího druhu: liniové a okružní.

### Evropa
V Evropě se Via Alpina skládá z pěti propojených turistických tras napříč alpskými regiony Slovinska, Rakouska, Německa, Lichtenštejnska, Švýcarska, Itálie, Francie a Monaka. Je 5 000 km dlouhá, s 342 denními etapami. Mezi okružní trasy patří Tour du Mont Blanc, která prochází francouzskými, švýcarskými a italskými Alpami. V Italských Dolomitech je 9 stezek Alta Via, z nichž je nejpopulárnější Alta Via 1. V oblasti Balkánu spojují Peaks of the Balkans Trail a High Scardus Trail Albánii, Kosovo a Černou Horu nebo Severní Makedonii prostřednictvím sítě dohromady téměř 700 km.

### Spojené státy americké
Ve Spojených státech amerických patří mezi pozoruhodné liniové trasy Appalačská stezka, 3  500 km dlouhá, Pacifická hřebenovka (4 300 km) a Stezka kontinentálního rozvodí (5 000 km). Známe jsou i kratší trasy jako John Muir trail, Arizona trail a Colorado trail První dálková turistická stezka v USA byla vyznačena v roce 1910 a byla pojmenována The Long Trail. Mezi pozoruhodné okružní stezky patří Tahoe Rim Trail a Wonderland Trail (která obepíná Mount Rainier).

### Austrálie
Turistická stezka Australian Alps Walking Track prochází alpskými oblastmi Victorie, Nového Jižního Walesu a australského hlavního města. Je 655 km dlouhá, počínaje Walhallou ve státě Victoria a procházející do Tharwy, poblíž australského hlavního města Canberry.

### Himálaj
Himálajské trasy jsou známé tím, že přitahují velké množství turistů. Typické trekkingové oblasti v Nepálu jsou Annapurna, Dolpo, Langtang, Manaslu, Kančendženga a Mount Everest. V Indii je Kašmírské údolí domovem několika turistických tras, které procházejí západními částmi Himálaje. Jezera Višansar, Gangabal a Tarsar jsou přístupná pouze po různých turistických trasách.  Mezi další oblíbené trekkingové trasy v Indii patří Chandra Taal, Dzongri, Goechala, Gomukh, Hemkund, ledovec Kafni, Kailás - Mánasaróvar, Kedarnath, Kedartal, Milam Glacier, národní park Nandá Déví, ledovec Pindari, Richenpong, Saurk, Saund Roth Talkundi, Saurk, Průsmyk a Údolí květin.
Navrhuje se, aby Velká himálajská stezka vedla po hřebeni Velkého Himálaje od Namčhe Barwy v Tibetu k Nanga Parbat v Pákistánu a vytvořila tak nejvyšší horskou stezku světa.

### Andy
Síť dálkových stezek v jižních Andách, 3 000 km Sendero Gran Patagonia (Greater Patagonian Trail), byla poprvé popsána v roce 2014.  V současné době spojuje Santiago de Chile s jižním patagonským ledovým polem a prozkoumává odlehlé oblasti patagonských And v pohraniční oblasti mezi Chile a Argentinou. Celá síť v současné době zahrnuje více než 16 000 km tras a poskytuje mnoho možností pro packrafting.

### Východní Afrika
- Kilimandžáro v Tanzanii
- Simien Mountains v Etiopii
- Dogu'a Tembien v Etiopii

## Další druhy typy

### Cyklistika
Tyto trasy byly vybudovány především pro cykloturistiku . Některé z nich jsou vyhrazeny pouze pro nemotorová kola, zatímco jiné jsou víceúčelové rekreační (tj. pro pěší turistiku, jízdu na koni, běh, jízdu na kolečkových bruslích nebo chůzi). Některé dálkové cyklistické trasy jsou dlouhé stovky kilometrů, jako například australská převážně terénní trasa Munda Biddi Trail, nebo dokonce tisíce kilometrů, jako jsou trasy EuroVelo .

### Potahové trasy podél kanálů
Některé stezky vedou po vlečných stezkách kanálů. Dobrým příkladem je 845 kilometrů dlouhý kanálový systém státu New York v New Yorku. Také v Evropě existuje řada tras, po kterých se lze vydat a které mohou být vhodné pro pěší, cyklisty, jezdce na koních i kanoisty.

### Jezdectví

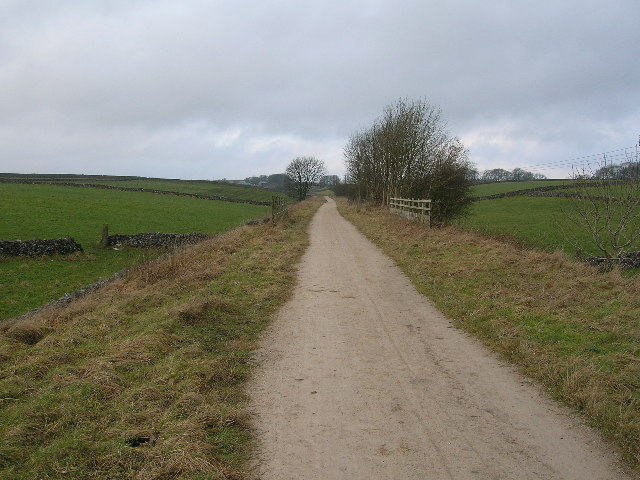
High Peak Trail, část Pennine Bridleway v severní Anglii

Mnoho dálkových stezek má úseky vhodné pro jezdce na koních a některé z nich jsou vhodné pro jízdu na koni po celé své délce nebo byly vyvinuty primárně pro jízdu na koni. Bicentennial National Trail (BNT) v Austrálii je nejdelší značená víceúčelová stezka na světě, táhne se v délce 5 330 km z Cooktownu v Queenslandu, přes Nový Jižní Wales do Healesville ve státě Victoria. Tato nemotorizovaná stezka vede po celé délce členitého pohoří  Velké předělové pohoří přes národní parky a soukromé pozemky a podél oblastí divočiny. Jedním z cílů bylo vytvořit stezku, která by propojila cesty pro brumby, mustry a dobytek podél Velkého předělového pohoří, a umožnila tak legálně jezdit po trasách dobytkářů a kočích, kteří kdysi projížděli těmito oblastmi s tažnými koňmi. Stezka Bicentennial National Trail je vhodná pro samostatné jezdce na koních, zdatné pěší turisty a jezdce na horských kolech.
Mnoho dálkových tras má úseky vhodné pro jezdce na koních a některé z nich jsou vhodné pro jízdu na koni po celé své délce nebo byly vyvinuty primárně pro jízdu na koni. Bicentennial National Trail (BNT) v Austrálii je nejdelší značená víceúčelová stezka na světě, která se táhne v délce 5 330 km z Cooktownu v Queenslandu přes Nový Jižní Wales do Healesville ve státě Victoria. Tato nemotorizovaná stezka vede po celé délce členitého pohoří Great Dividing Range přes národní parky a soukromé pozemky a podél oblastí divočiny. Jedním z cílů bylo vytvořit stezku, která by propojila cesty pro brumby, mustry a dobytek podél Great Dividing Range, a umožnila tak legálně jezdit po trasách dobytkářů a kočích, kteří kdysi projížděli těmito oblastmi s tažnými koňmi. Stezka Bicentennial National Trail je vhodná pro samostatné jezdce na koních, zdatné pěší turisty a jezdce na horských kolech.
Ve Spojeném království rozvíjí British Horse Society síť koňských stezek známou jako National Bridleroute Network. V Anglii vznikla řada dálkových víceúčelových stezek, včetně tří národních stezek : Pennine Bridleway (192 km), The Ridgeway (139 km) a South Downs Way (160 km).

### Železniční stezky
Železniční stezky jsou stezky pro sdílené užívání, které využívají opuštěné železniční koridory. Většina železničních stezek má štěrkový nebo hliněný povrch a lze je využívat pro pěší, cyklistiku a často také pro jízdu na koni. Následující popis pochází z Austrálie, ale je použitelný i pro jiné železniční stezky, které existují po celém světě:
| „ | Stezky jsou vedeny po trase železnice, protínají kopce, vedou pod silnicemi, přes náspy, rokle a potoky. Kromě toho, že jsou železniční stezky skvělým místem pro procházky, jízdu na kole nebo na koni, jsou také liniovými ochrannými koridory chránícími původní rostliny a živočichy. Často spojují zbytky vegetace v zemědělských oblastech a obsahují cenná stanoviště rostlin a živočichů. V blízkosti mnoha stezek se nacházejí vinařství a další atrakce, stejně jako penziony a další skvělá místa k ubytování. | “ |